# Tigran Hamasyan
Tigran Hamasyan (Armeens: Տիգրան Համասյան) (Gjoemri, 17 juli 1987) is een Armeense jazzpianist. Hij speelt met name eigen composities, die sterk worden beïnvloed door Armeense volksmuziek. Daarnaast wordt hij beïnvloed door Amerikaanse jazztradities en door progressieve rock, zoals op zijn album Red Hail. Zijn soloalbum A Fable is sterk beïnvloed door Armeense folk.

## Vroege levensloop
Hamasyan werd geboren in Gyumri in Armenië. Zijn voorouders kwamen uit de regio Kars in wat nu Turkije is. Zijn vader was juwelier en zijn moeder kledingontwerpster. Op driejarige leeftijd begon hij met het spelen van melodieën op de familiepiano. Hij ging naar de muziekschool vanaf zijn zesde. Als jong kind droomde hij er van om Thrashmetal-gitarist te worden.
Hij studeerde jazz vanaf zijn negende en probeerde toen al lokale volksmuziek te integreren in zijn op jazz gebaseerde improvisaties. Op deze leeftijd was Hamasyan vooral geïnspireerd door Armeense componisten Arno Babajanian en Avet Terterian. Hamasyan verhuisde samen met zijn ouders en zus naar Jerevan toen hij ongeveer tien jaar oud was. Vervolgens verhuisden ze naar Californië toen hij 16 jaar oud was. Later verhuisde hij terug naar Jerevan.

## Carrière
Hamasyan nam zijn eerste album, World Passion, op toen hij 18 was. Hij was in 2013 vooral in Armenië wat hem erg hielp ontwikkelen met zijn interesse in de volksmuziek. Hij was de leider van "Aratta Rebirth", waarmee hij Red Hail opvoerde.

## Prijzen
- 2002: 3e Prijs Concours International de Piano-Jazz Martial Solal (Parijs).
- 2003: 1e Prijs Jazz à Juan Révélations in categorie jazz instrumental.
- 2003: 1e Prijs Prix de la Critique et du Public, Concours de Piano du Montreux Jazz Festival.
- 2005: 3e Prijs Concours de Piano-Jazz de Moscou.
- 2005: 1e Prijs 8ème Concours de Solistes de Jazz de Monaco.
- 2006: 1e Prijs Thelonious Monk Institute of Jazz.
- 2006: 2e Prijs Concours International de Piano-Jazz Martial Solal.
- 2013: Vilcek Prize for Creative Promise in Contemporary Music
- 2015: Paul Acket Award.
- 2016: ECHO Jazz Award.

## Bladmuziek
In de lente van 2018 bracht Tigran Hamasyan zijn eerste bladmuziek uit via Terenyev Music Publish Company. Deze editie werd digitaal gepubliceerd en heeft drie gedeeltes voor de solopiano: "Etude No.1", "Markos and Markos" en "Lilac".

## Discografie

### Albums
| Jaar | Album                                                                | Platenlabel      | Hoogste posities | Hoogste posities | Hoogste posities |
| Jaar | Album                                                                | Platenlabel      | BEL (Wa)         | FR               | Jazz Albums      |
| ---- | -------------------------------------------------------------------- | ---------------- | ---------------- | ---------------- | ---------------- |
| 2006 | World Passion                                                        | Nocturne         | –                | –                | –                |
| 2007 | New Era                                                              | Plus Loin Music  | –                | –                | –                |
| 2009 | Aratta Rebirth: Red Hail                                             | Plus Loin Music  | –                | –                | –                |
| 2011 | A Fable                                                              | Verve            | –                | 70               | –                |
| 2013 | Shadow Theater                                                       | Verve            | 127              | 63               | –                |
| 2015 | Mockroot                                                             | Nonesuch Records | –                | –                | 11               |
| 2015 | Luys i Luso                                                          | ECM Records      | –                | –                | –                |
| 2017 | An Ancient Observer                                                  | Nonesuch Records | –                | 191              | 12               |
| 2019 | They Say Nothing Stays The Same (Original Motion Picture Soundtrack) | SEEBEDON Records | –                | –                | –                |

### Ep's
- EP No. 1 (2011) Exclusief uitgebracht op vinyl en digital download.
- The Poet - EP (2014)
- For Gyumri (2018)

### Samenwerkingen
- 2010: Abu Nawas Rhapsody met Dhafer Youssef (Jazzland Records)
- 2011: Lines Of Oppression met Ari Hoenig (Naive/AH-HA)
- 2012: Liberetto met Lars Danielsson (The Act Company)
- 2012: Lobi met Stéphane Galland (Out There / Out Note)
- 2013: Jazz-Iz-Christ met Serj Tankian, Valeri Tolstov & Tom Duprey
- 2013: The World Begins Today met Olivier Bogé, Sam Minaie & Jeff Ballard (Naïve Jazz)
- 2014: Liberetto II met Lars Danielsson (The Act Company)
- 2015: Ancient Mechanisms met LV (Brownswood Recordings)
- 2016: Atmosphères met Arve Henriksen, Eivind Aarset, en Jan Bang (ECM)

## Optredens
Naast vele optredens over de hele wereld, is Tigran al meerdere keren in Nederland geweest voor soloconcerten en concerten met ensemble.

| Datum      | Locatie                   | Tour                |
| ---------- | ------------------------- | ------------------- |
| 16-11-2018 | TivoliVredenburg, Utrecht | An Ancient Observer |
| 15-11-2018 | De Duif, Amsterdam        |                     |
| 17-03-2018 | Concertgebouw, Amsterdam  | Luys I Luso         |
| 19-10-2017 | Concertgebouw, Amsterdam  |                     |